# 李水車
李水車（1895年5月27日—1945年9月7日），臺灣臺北市士林區社子人，基督教宣教士。

## 生平
李水車祖籍福建省泉州府同安縣十二都仁德里兌山鄉，父李甘堂，母林蜂，有一妹李幫助為牧師。出生於溪洲底庄崙仔頂，社仔公學校（今臺北市士林區社子國民小學）畢業後讀牛津學堂，娶妻陳月霞。後來到蘆洲教會見習，後往宜蘭、花蓮、苗栗通霄、後龍等地傳教。在花蓮傳教時，1923年把基督福音傳給台灣第一位原住民宣教士姬望‧依娃爾（Chiwang Iwal）。1937年任司法保護委員和方面委員。1939年離開後龍搬回花蓮，夫妻在1945年夏相繼病逝於花蓮。

## 家庭
次女李珠玉嫁花蓮縣長柯丁選；三女李妙好嫁音樂家郭子究為妻。六女李末子的么女柯悅敏嫁中國內地會（現稱海外基督使團）創辦人戴德生的第五代孫戴繼宗牧師。
李水車後代喜歡音樂，信仰基督教，有國外音樂學院樂團的指揮學位、美聲樂學位文憑，能組成含有四聲部之詩班與交響樂團，人稱「水車家族」。在2011年8月在國家音樂廳舉辨「空谷足音：水車家族感恩音樂會」。
李水車二、三代多為音樂家，多受郭子究教導。1994年，郭子究為紀念李水車夫妻百歲冥誕，作詞作曲《李水車傳道夫妻百年感恩紀念歌》，共六個樂章，後改名《水車之歌》。1994年、2004年的李水車家族聚會皆演奏此曲。